# 歩乃華
歩乃華（ほのか、1994年1月7日 - ）は、日本の女性YouTuber、歌手である。VAZ所属。レーベルはavex。新潟生まれ、大阪府堺市出身。血液型A型。身長153cm。

## 来歴
- 3兄妹の長女（弟と妹がいる[1]）として新潟県で生まれ、10歳の時に大阪府に移住[2]。 高校時代はびっくりドンキーでアルバイトをし、卒業後はdocomoの販売員として働いていたが、2016年12月に上京しVAZと契約する[2]。
- 最初はYouTuberになろうということはなく、Twitterで活動していたら思っていたより、伸びたため、YouTubeを始めた[3]。
- 2017年3月15日に開設されたYouTubeチャンネル「MelTV」の初期メンバーとして出演[4]。
- 2018年6月2日にミュージックカード「いらないものはいらないんだ」を発表[5]。翌2019年4月3日にミニアルバム『HONO』をリリースした[3]。
- 2019年9月28日、YouTubeのチャンネルの登録者数が50万人を突破した。
- 2020年4月末に、同じくVAZ所属のYouTuber「池田翼」と恋人関係であることを発表し、交際を続けていたが、2020年11月21日に自身のInstagramで破局したことを報告した。

## 人物
- 趣味は歌を歌うこと、特技はバレーボール[2]、体が柔らかいこと。
- 「メメ」という猫を飼っている[1]。

## 作品
| #         | タイトル                       | 作詞      | 作曲       | 編曲       | 公式映像     | 時間  |
| --------- | ------------------------------ | --------- | ---------- | ---------- | ------------ | ----- |
| 1.        | 「いらないものはいらないんだ」 | 歩乃華    | 森元康介   | CUBE JUICE | MV - YouTube | 4:08  |
| 2.        | 「好きなんかじゃない」         | 歩乃華    | 大西克己   | 大西克己   | MV - YouTube | 4:08  |
| 3.        | 「空を見てよ」                 | 歩乃華    | 日比野裕史 | 日比野裕史 |              | 4:09  |
| 4.        | 「母子家庭」                   | 歩乃華    | 葛谷葉子   | 渡辺徹     | MV - YouTube | 4:41  |
| 5.        | 「行きたくない学校」           | 歩乃華    | 宇田川生   | ats-       |              | 4:05  |
| 合計時間: | 合計時間:                      | 合計時間: | 合計時間:  | 合計時間:  | 合計時間:    | 21:11 |

## 出演

### 配信番組

#### Web
- MelTV（2017年3月15日 - 、YouTube） - レギュラー[4][6]

### イベント
- a-nation2019大阪公演